# La spada della verità (serie televisiva)
La spada della verità (in lingua originale, Legend of the Seeker) è una serie televisiva fantasy che ha esordito il 1º novembre 2008 negli Stati Uniti. Cancellata dopo la fine della seconda stagione, è liberamente tratta dall'omonima saga letteraria dello scrittore Terry Goodkind.
Gli episodi, prodotti da Sam Raimi, sono stati girati in Nuova Zelanda e hanno per protagonisti il Cercatore della verità Richard Cypher (Craig Horner), la misteriosa Depositaria Kahlan Amnell (Bridget Regan), l'affascinante Mord-Sith Cara Mason (Tabrett Bethell) (solo nella seconda stagione) e il burbero e saggio Mago del Primo Ordine Zeddicus Zu'l Zorander (Bruce Spence).

## Trama
La storia si svolge nel mondo immaginario creato dallo scrittore Terry Goodkind. Esso è immerso in un medioevo senza tempo e pieno di magia e creature leggendarie, è diviso in tre regioni: i Territori Occidentali, le Terre Centrali e il D'Hara. I Territori Occidentali, ove all'inizio della serie vivono il protagonista Richard Cypher e il vecchio Zedd, sono separati dalle Terre Centrali da una barriera magica, creata per tenerne fuori i mostri e la magia stessa dell'est. Il D'Hara, la regione più orientale, è un bellicoso impero retto dal crudele mago Darken Rahl.

### Prima Stagione
La prima stagione della serie televisiva è liberamente basata sul primo episodio della serie di libri: La prima regola del mago.
Il protagonista, la giovane guida dei boschi dei Territori Occidentali Richard Cypher, si imbatte un giorno in un'enigmatica straniera di nome Kahlan Amnell, che l'uomo aiuta a salvarsi da alcuni guerrieri che tentano di ucciderla. La donna, una Depositaria proveniente dalle Terre Centrali, è alla ricerca del "Cercatore della Verità", un leggendario guerriero che, secondo una profezia, salverà il mondo dalle brame di conquista del crudele signore del D'Hara, Darken Rahl. Un vecchio conoscente di Richard, Zedd, rivela di essere il mago Zeddicus Zu'l Zorander, anche lui proveniente dalle Terre Centrali, dichiara che il Cercatore è proprio Richard e lo investe con la magica Spada della Verità. Inizialmente riluttante, Richard accetta la missione e parte assieme a Zedd e Kahlan, coi quali nel corso della serie stringerà un legame molto profondo. Di Kahlan si innamorerà, ma non potrà stare con lei a causa dei poteri innati nella donna, che rischiano di privarlo della volontà, mentre negli ultimi episodi scoprirà che Zedd è il suo nonno materno. Darken Rahl, conosciuta la profezia, cerca in tutti i modi di scongiurarla, opponendo ai protagonisti schiere di suoi soldati e altri servitori come le guerriere magiche Mord-Sith. Intanto cerca di impossessarsi degli Scrigni dell'Orden, per evocare una magia che lo renderebbe il padrone del mondo.

### Seconda stagione
La seconda stagione è liberamente ispirata al secondo romanzo della serie di Goodkind: La pietra delle lacrime. È ambientata perlopiù in primavera, con l’ultimo episodio le cui vicende accadono nel giorno del solstizio d’estate.
Con l'ausilio degli Scrigni dell'Orden Richard, Kahlan e Zedd sono riusciti ad uccidere Darken Rahl. Ma tale potente magia crea uno squarcio nel velo che separa il mondo dei vivi dal mondo sotterraneo. Sulla terra appaiono crepe, dalle quali emergono spiriti e altri mostri degli inferi. Anche molti morti tornano in vita, abbandonandosi a feroci massacri. Sono i baneling, servitori della maligna entità chiamata "Guardiano del mondo sotterraneo", che aspira a sterminare ogni forma di vita. L'unica cosa che potrebbe sigillare lo squarcio è la Pietra delle Lacrime. Richard, Kahlan e Zedd partono quindi alla sua ricerca, trovando una nuova compagna in Cara Mason, una Mord-Sith che, dopo aver aiutato il Cercatore alla fine della scorsa stagione, ora abbandona definitivamente il suo ordine e si vota alla causa del bene, servendo Richard in quanto rivelatosi fratellastro minore dello stesso Darken Rahl, adesso agente del Guardiano.

## Episodi
| Stagione         | Episodi | Prima TV USA | Prima TV Italia |
| ---------------- | ------- | ------------ | --------------- |
| Prima stagione   | 22      | 2008-2009    | 2009-2010       |
| Seconda stagione | 22      | 2009-2010    | 2010-2011       |

## Personaggi

### Personaggi principali
- Richard Cypher (stagioni 1-2), interpretato da Craig Horner.
Il protagonista della serie. All'inizio è una giovane guida dei boschi dei Territori Occidentali, cresciuto come figlio dei contadini George e Mary Cypher. Una profezia però dichiara che lui è il Cercatore, una figura leggendaria che ha il compito di riportare la pace nel mondo, sconfiggendo il malvagio signore del D'Hara Darken Rahl. Edotto sulla sua missione dalla Depositaria Kahlan Amnell, di cui si innamora, e dal vecchio mago Zedd, in realtà suo nonno, accetta la Spada della Verità e il suo destino.
- Kahlan Amnell (stagioni 1-2), interpretata da Bridget Regan.
La coprotagonista. È una Depositaria, che varca il confine stregato tra le Terre Centrali e i Territori Occidentali, alla ricerca del Primo Mago Zeddicus Zu'l Zorander. Nel giovane Richard Cypher, che la aiuta contro gli assassini che la braccano su ordine di Darken Rahl, trova il Cercatore, che secondo una profezia salverà il mondo da Rahl, e si pone al suo servizio innamorandosene.
- Zeddicus Zu'l Zorander (stagioni 1-2), interpretato da Bruce Spence.
È un mago del Primo Ordine, o Primo Mago. Originario delle Terre Centrali, è fuggito a Hartland, nei Territori Occidentali, dove fino all'inizio della serie vive facendosi passare per un vecchio stravagante. Quando viene trovato dalla Depositaria Kahlan Amnell, nomina come Cercatore Richard Cypher, in realtà suo nipote, e lo accompagna e aiuta nella sua missione.
- Cara Mason (stagione 2, guest 1), interpretata da Tabrett Bethell.
È una delle Mord-Sith più audaci e forti. Appare per la prima volta alla fine della prima stagione, aiutando il suo signore, Darken Rahl, a sconfiggere il Cercatore, ma dopo degli eventi nel futuro fa avvenire il contrario tornando nel presente e causando la morte di Rahl. Nella seconda stagione tenta in un primo momento di impossessarsi del potere nel D'Hara, ma in un secondo momento, dopo aver scoperto delle verità sul suo passato, si pente e abbandona il suo ordine, ponendosi al servizio del Cercatore, essendo egli anche il legittimo Lord di D’Hara in quanto fratellastro minore di Darken Rahl.
- Darken Rahl (ricorrente stagioni 1-2), interpretato da Craig Parker.
È l'antagonista principale della serie. Potente mago e crudele sovrano dell'impero del D'Hara, fa invadere le Terre Centrali, cercando frattanto di impadronirsi degli Scrigni dell'Orden, che gli garantirebbero il potere supremo. Nella seconda stagione, dopo la sua morte nel finale della prima, agisce come agente del Guardiano del mondo sotterraneo. Torna in vita nell’episodio 18 della seconda stagione “Walter” e nel seguente episodio rivela a Richard di servire il Guardiano fin da adolescente, quando divenne di fatto il primo Baneling, causando dunque morte ovunque per la brama di un potere illimitato.

### Personaggi secondari
- Dell Brandstone, detto Chase, (guest stagione 1), interpretato da Jay Laga'aia.
È un caro amico di Richard, il guardiacaccia e capitano delle guardie delle Territori dell'Ovest. È sposato e ha tre figli.
- Michael Cypher (guest stagione 1), interpretato da David de Lautour.
È il fratello adottivo di Richard, figlio biologico di George e Mary Cypher.
- Jennsen Rahl (guest stagione 1-2), interpretata da Brooke Williams.
È la sorella minore di Richard e di Darken Rahl, nata con la caratteristica unica al mondo di essere immune a qualsiasi forma di magia e nemmeno di possederne alcuna. Per questo viene chiamata la “Pura”, la “Senza dono” o l’ “Incontaminata”.
- Denna (guest stagione 1-2), interpretata da Jessica Marais.
È una spietata Mord-Sith, incaricata da Darken Rahl a catturare il Cercatore e spezzarne la volontà. Fallita nell'intento, cerca di assurgere lei stessa al potere, tradendo il suo signore. Nella seconda stagione sarà a capo di un bordello che userà come copertura per controllare il prossimo lord del D’Hara. È innamorata follemente di Richard.
- Shota (ricorrente stagione 1- guest 2), interpretata da Danielle Cormack.
È una strega molto potente in grado di prevedere il futuro e lanciare maledizioni. Vive nel pozzo di Agaden ed aveva una storia d’amore con Zedd da giovane, motivo per cui a causa anche dei loro poteri sono sempre in contrasto.
- Verna Sauventreen (guest stagione 2), interpretata da Alison Bruce.
È una delle Sorelle della Luce, incaricata dal suo ordine di trovare Richard Cypher per addestrarlo a mago. Se in un primo momento ubbidisce alle istruzioni della Matriarca, ne metterà in dubbio l'onestà aiutando il Cercatore, e poi anche il suo gruppo, a fuggire.
- Annalina Aldurren (guest stagione 2), interpretata da Elizabeth Hawthorne.
È la matriarca dell'ordine delle Sorelle della Luce, con sede il Palazzo dei Profeti. Un'anziana incantatrice, per devozione al Creatore tenta di imprigionare con l'inganno Richard, temendo una profezia che dice che egli consegnerà la Pietra delle Lacrime al Guardiano del mondo sotterraneo, e Kahlan, fonte di vita per la sconfitta del Guardiano.
- Nicci (ricorrente stagione 2), interpretata da Jolene Blalock e in seguito da Emily Foxler.
È la prima leader delle Sorelle dell'Oscurità. Riesce a convincere Richard a cederle il suo Han, utilizzandolo poi per affrontare a più riprese i protagonisti, mentre tenta di portare alla vittoria il Guardiano del mondo sotterraneo. In un secondo momento abbandona questa via, decidendo di utilizzare il proprio potente potere per fini personali.
- Sorella Marianna (ricorrente stagione 2), interpretata da Elizabeth Blackmore.
È la leader delle Sorelle dell'Oscurità dopo la defezione di Nicci. Verrà uccisa tre volte: da Darken Rahl nella linea temporale originaria e in quella con Richard e Kahlan sovrani e poi da Richard in quella del riparo dello squarcio.
- Dennee Amnell (guest stagione 1-2), interpretata da Tania Nolan (st.1) e Gina Holden (st.2).
È una Depositaria e sorella minore di Kahlan. Dopo la nascita del figlio, quando Kahlan scoprirà che era viva e prigioniera di Rahl e la libererà, lo affogherà prima che lei e le Depositarie vengano massacrate dalle Mord-Sith a Valeria. Nell’episodio “Resurrezione” verrà resuscitata nel corpo di una prostituta e accudirà successivamente il figlio di quest’ultima.
- Thaddicus Zorander (guest stagioni 1-2), interpretato da Jon Brazier.
È il fratello di Zedd; al contrario del fratello, è privo di magia per le leggi della loro famiglia il cui sangue magico salta delle generazioni. Rispetto al fratello, non ragiona molto però cerca sempre di aiutare lui, il pro-nipote Richard e il loro gruppo.
- Demmin Nass (ricorrente stagione 1), interpretato da Renato Bartolomei.
È un generale d'hariano, braccio destro di Darken Rahl.
- Egremont (ricorrente stagione 1- guest stagione 2), interpretato da Kevin J. Wilson.
È il più fidato tra i generali d'hariani di Darken Rahl.

## Produzione
Sam Raimi si interessò all'adattamento dei romanzi di The Sword of Truth dopo che il suo socio in affari Joshua Donen lo incoraggiò a leggere i libri. Raimi considerò l'adattamento del primo libro in un film o una miniserie in cinque parti, ma in seguito si stabilì la realizzazione di una serie televisiva settimanale dopo aver parlato all'autore dei libri Terry Goodkind. Un programma televisivo settimanale avrebbe infatti permesso di includere la maggior parte delle storie e degli aspetti importanti della serie. Goodkind aveva resistito alla vendita dei diritti dei suoi libri in diverse occasioni prima di incontrare Raimi perché non era sicuro che altri produttori avrebbero mantenuto l'integrità delle sue storie e dei suoi personaggi.
Gli ABC Studios hanno accettato di finanziare il progetto e hanno dato il via libera alla produzione per 22 episodi nel marzo 2008. Inizialmente chiamato Wizard's First Rule (dal titolo del primo libro), lo show è stato rinominato Legend of the Seeker su suggerimento di Goodkind in modo da avere l'opportunità di sviluppare anche gli altri libri sotto lo stesso nome.
La produzione avvenne in Nuova Zelanda mentre lo staff di sceneggiatori aveva sede a Los Angeles, quindi una delle maggiori sfide è stata affrontare le differenze di orario e le problematiche di comunicazione. Le maggiori sfide affrontate dallo staff di scrittura erano di creare episodi autonomi integrando allo stesso tempo le trame e la mitologia create da Terry Goodkind. Come tale, la serie contiene alcune storie tratte dai libri e nuove storie ed eventi creati dagli sceneggiatori, restando comunque fedeli ai personaggi, ai temi e alla storia complessiva dei libri.
Goodkind ha rilasciato un messaggio ai suoi lettori sul suo sito ufficiale prima della produzione dello show, dicendo: "Nessuna serie (o miniserie, o lungometraggio) può seguire esattamente il libro sottostante. Sam Raimi e il suo team vogliono mantenere la serie TV fedele alla mia visione, quindi mi assicurano che sarò coinvolto nella stesura di ciascuno degli episodi". Tuttavia, dopo l'avvio della produzione, Goodkind ha rilasciato un'altra dichiarazione stampa in risposta alle domande postegli dai fan: "Voglio che tutti capiate che gli studi ABC hanno scelto di non consultarmi su attori, sceneggiature o qualsiasi altro aspetto dello spettacolo".
Tribune , il principale gruppo di stazioni televisive che trasmette lo spettacolo, ha deciso di non rinnovare la serie il 4 marzo 2010, ma secondo una dichiarazione di ABC Studios, questo non è stato un fattore decisivo per la sua cancellazione. Dopo un apparente accordo con Syfy fallito, la ABC riferì il 26 aprile che Legend of the Seeker era stato cancellato e non sarebbe tornato per una terza stagione. I fan della serie hanno risposto lanciando una campagna di rinnovo intitolata "Save Our Seeker" e Terry Goodkind ha espresso il suo sostegno per la campagna.

## Distribuzione
In Italia è stata trasmessa su Sky Uno dall'8 dicembre 2009 all'11 gennaio 2011, e in chiaro su Rai 2 dal 5 luglio 2011 al 6 settembre 2012. È stata in seguito trasmessa saltuariamente sui canali tematici RAI, in particolare su Rai 4, e su Spike tra l'autunno 2018 e la primavera 2019.

## Accoglienza
La serie première, che consisteva dei primi due episodi, ha ricevuto recensioni generalmente contrastanti da parte della critica, in particolare fu criticata per non essere "divertente" come Hercules e Xena: (prodotti entrambi da Robert Tapert e Sam Raimi), e di non suscitare abbastanza emozioni. Un'altra lamentela sulla première dello show è stata la sua mancanza di caratteristiche distintive e che sembrava "troppo derivato da altre opere" come Star Wars e The Matrix (in questo caso venivano portate ad esempio le scene al rallentatore dei combattimenti).
Legend of the Seeker è stato elogiato per il suo alto valore di produzione e l'uso degli esterni neozelandesi. Sia Robert Lloyd del Los Angeles Times che Steenbergen dell'IGN hanno lodato le esibizioni degli attori principali Craig Horner e Bridget Regan, ma hanno criticato le performance degli attori di supporto.
Nel 2009, la serie ha vinto un Primetime Emmy Award per la colonna musicale. Nel 2010, la serie è stata nominata per un Emmy di musica per il tema principale originale. Nel 2011, la costumista Jane Holland, il cineasta Kevin Riley e il sound designer Chris Burt hanno vinto premi agli Aotearoa Film & Television Awards per il loro eccezionale lavoro su Legend of the Seeker.

## Principali differenze con i romanzi
- Nel romanzo Kahlan ha i capelli castani e gli occhi verdi, mentre nella serie ha i capelli neri e gli occhi azzurri. Darken Rahl e Richard Cypher sono invece entrambi biondi, mentre nella serie hanno i capelli castani.
- Il padre di Richard muore prima dell'inizio della storia, e non viene ucciso da Renssyn Fane (personaggio non presente nel libro e degli inseguitori di Kahlan non si fa mai il nome, vengono solo definiti “assassini”), bensì dallo stesso Darken Rahl.
- Il potere delle depositarie si manifesta in maniera leggermente diversa. Quando viene rilasciato emette un potente tuono senza boato che colpisce come un urto anche le persone che sono nei paraggi. Inoltre non è necessario toccare il collo della vittima, ma qualsiasi parte del corpo, anche attraverso gli abiti. Anche i tempi di recupero sono diversi: dopo aver usato il proprio potere le depositarie possono impiegare anche dei giorni per recuperarlo. Il tempo di ripresa più veloce è quello di Kahlan, che impiega comunque due ore.
- Nella serie Richard e Zedd non sono amici prima che quest'ultimo riveli la verità a Richard su chi realmente sia, e Richard considera Zedd un vecchio folle. Nel romanzo invece i due sono grandi amici.
- Il padre di Richard nella serie è Panis Rahl, che seduce Taralyn Zorander con un trucco, Richard è quindi il fratellastro di Darken Rahl. Nel libro invece suo padre è lo stesso Darken Rahl, che ha violentato Tarralyn.
- Nella serie Richard neonato viene portato via alla madre Taralyn da suo nonno Zedd, e fatto adottare da George e Mary Cypher. Nel romanzo invece Richard rimane con sua madre Tarralyn, la quale si trasferisce ad Hartland e sposa George Cypher, che cresce il bambino come fosse suo.
- L'episodio del massacro di Brennidon è assente nel romanzo.
- La sorella di Kahlan, Dennee, muore prima dell'inizio del romanzo nelle Terre Centrali, vittima degli assassini di Rahl. Non aiuta quindi Kahlan a oltrepassare il Confine. Inoltre è una sorella adottiva e non ha legami di sangue con Kahlan.
- La confessione non ha termine con la morte della depositaria, come nella serie. È irreversibile e il confessato spesso muore di dolore alla morte della depositaria.
- Il Libro delle Ombre Importanti viene portato a Hartland da George Cypher, e non da Kahlan quando attraversa il confine. Inoltre George distrugge il libro prima dell'inizio della storia, dopo averne fatto imparare a Richard il testo a memoria.
- Il padre di Kahlan non è un soldato, ma il re Wyborn di Galea.
- Le depositarie venivano allevate fin dalla nascita ad Aydindril, perché proprio a causa del loro potere non potevano essere lasciate nelle mani di estranei. Dunque le situazioni che si verificano nella serie, come quella di Kahlan e Dennee da bambine, o di Annabelle prigioniera del padre, non potevano avere luogo. Era necessario oltretutto che le depositarie venissero allevate ad Aydindril anche perché imparassero a controllare il proprio potere.
- Le depositarie non sono votate come ordine alla protezione del Cercatore, questo è un voto che assume su di sé esclusivamente Kahlan nei confronti di Richard. Nella serie si dà anche a intendere che, nel corso delle epoche, il Cercatore sia sempre stato accompagnato da una depositaria, diversamente dal libro.
- Nella serie non si fa menzione del fatto che il Consiglio delle Terre Centrali si sia abusivamente arrogato il diritto (spettante solo a un mago del primo ordine) di nominare il Cercatore, e che quindi nel corso del tempo sono stati nominati diversi Cercatori “fasulli”, che si sono comprati la carica con il potere o il denaro. Tuttavia questo nella serie è intuibile dall'affermazione di Kahlan: “E non hai pensato di accennargli al fatto che lui è il primo vero cercatore da mille anni a questa parte?”
- Panis Rahl non ha sfumature positive nel romanzo, è bensì cattivo come suo figlio. Muore prima dell'inizio del romanzo, ma per mano di Zedd, che lo uccide con il fuoco magico. Nella serie invece Panis, nel tentativo di fermare il figlio che ritiene troppo malvagio, viene ucciso da quest'ultimo, poi resuscitato da una Mord-Sith e riucciso più di vent’anni dopo da un Dracha dopo aver conosciuto Richard.
- Non esiste alcuna profezia nel romanzo che annuncia la nascita di Richard o il fatto che fosse destinato a sconfiggere Darken Rahl.
- Le scatole dell'Orden non rilasciano il loro potere quando vengono unite. Per attivarle bisogna sapere qual è la scatola giusta da aprire, perché ognuna contiene un diverso potere, che può anche uccidere chi la apre insieme ad ogni forma di vita. Inoltre, nel momento in cui ottiene la prima scatola, Darken Rahl ha un tempo limitato per attivarne il potere. Se non lo farà entro questo tempo prestabilito semplicemente morirà.
- Richard non avrebbe potuto usare il potere dell'Orden come avviene nella serie in ogni caso, perché solo un mago può farlo, e solo dopo anni di studio sull'argomento.
- Zedd non viene trovato da Kahlan grazie all'aiuto di Shar, ma da Richard grazie alla sua capacità di cercare la verità.
- Adie è un personaggio molto marginale nella serie. Nel romanzo invece è molto più importante.
- Le Terre Centrali non sono in guerra, e non esiste nessuna Resistenza che contrasti Rahl. Il popolo non è nemmeno consapevole della venuta di un Cercatore, né dell'importanza che questo può avere.
- Jennsen Rahl nella serie ha la stessa madre (Tarralyn) e lo stesso padre (Panis Rahl) di Richard. Nel libro è invece figlia di Darken Rahl e di una madre diversa da quella di Richard.
- I baneling nella serie sono veri e propri morti viventi, mandati dal guardiano sulla Terra. Nel romanzo sono semplicemente coloro che servono segretamente il guardiano.
- Il confine è già indebolito quando Kahlan lo attraversa, tant'è che, essendosi abbassato, permette già da tempo ai garg di invadere le terre dell'Ovest. Nella serie invece è ben resistente e viene abbattuto dalle armate di Rahl.
- Nella serie non si fa cenno del fatto che Demmin Nas sia un pedofilo.
- Le profezie vengono mandate dal Creatore ai profeti che vivono nel Palazzo dei Profeti, le quali le trascrivono e le studiano. Nella serie invece appaiono direttamente incise sul muro di una sala del Palazzo.
- Tutte le depositarie sono state uccise dagli assassini di Rahl già prima dell'inizio del romanzo, e quindi l'unica rimasta è Kahlan, che è di conseguenza anche la Madre Depositaria. Nella serie invece, oltre alla sorella Dennee, sopravvivono altre Depositarie. Inoltre, anche se nella serie non è ancora Madre Depositaria all'inizio, vediamo Kahlan spesso vestita di bianco, colore riservato solo ed esclusivamente alla Madre Depositaria.
- L'ultimo mago rimasto (con Zedd) nelle Terre Centrali, Giller, non è al servizio di Darken Rahl come nella serie, ma al servizio della regina Milena. Inoltre si scopre più avanti nel libro che non è affatto malvagio come si pensava. Anzi, sacrifica la propria vita per impedire a Rahl di prendere l'ultima scatola dell'Orden, compiendo quasi le stesse azioni che invece nella serie vengono attribuite a Zedd quando si infiltra alla corte della regina Milena per contrastare Rahl.
- Rahl, essendo uno dei maghi più potenti al mondo, non ha motivo di temere e non teme affatto il Cercatore, tant'è che, dopo averlo catturato, lo lascia personalmente andare. Nel libro lo definisce testualmente “meno di una noia.” Richard riuscirà a sconfiggerlo solo grazie ad un trucco, mentre nella serie Rahl lo teme fortemente a causa della fedeltà della Resistenza verso il Cercatore.
- Nel libro Rachel viene adottata da Martha, mentre nel libro da Chase e la sua famiglia.